# Гимназија „Сава Шумановић” Шид
Гимназија „Сава Шумановић” Шид је средња школа и гимназија која се налази у Шиду у улици Лазе Костића 2. 

## Опште информације
Гимназија ’’Сава Шумановић’’ је гимназија општег смера, са једним одељењем друштвено-језичког смера и једним одељењем економског смера у свакој генерацији. Ову школу сваке године упише око 120 ученика. Васпитно-образовни рад се одвија у једној смени, на српском језику. Гимназија својим ученицима пружа свестрано образовање са циљем формирања зреле личности.
Школа је задовољавајуће опремљена - 12 учионица опште намене, 2 информатичка кабинета и кабинети за физику, хемију, биологију, сала за физичко.
Школска библиотека је изузетно добро опремљена са преко 20 000 наслова.
У школи се и факултативно изучава словачки и русински језик, а ученицима се пружа могућност да се прикључе и у разне секције, као што су филолошка, новинарска, рецитаторска, спортска, еколошка и многе друге.

## Историјат
Гимназија “Сава Шумановић” у Шиду је основана 1951. године, као Потпуна мешовита гимназија. Током времена, школа је пролазила кроз бројне реформе и неколико пута мењала име, да би 1961. године добила данашњи назив – Гимназија “Сава Шумановић”.
Као гимназија општег смера постоји од школске 1990/1991. године, а одобрењем Министарства просвете од школске 2005/2006. године уписују једно одељење смера економски техничар и од 2015/2016. године и једно одељење друштвено – језички смер.
Школа је добила назив по сликару Сави Шумановићу који је одрастао у Шиду, где је живео и стварао.

## Подручја рада и профили
Гимназија у Шиду има следећа подручја рада и профиле:
- економски техничар[1][3]
- општи смер[1][4]
- друштвено-језички смер[5]

## Статистика
Број ученика уписаних у школу
| Школска година | Број ученика |
| -------------- | ------------ |
| 2023/24        | 372          |
| 2022/23        | 356          |
| 2021/22        | 377          |
| 2020/21        | 403          |
| 2019/20        | 418          |